# Monrovia, Indiana
Pour plus de détails, voir Fiche technique et Distribution.
Monrovia, Indiana est un film documentaire américain réalisé par Frederick Wiseman, sorti en 2018.
Il est présenté hors compétition à la Mostra de Venise 2018.

## Synopsis
Le documentaire est consacré à la vie quotidienne dans la ville rurale de Monrovia en Indiana.Selon l'habitude du cinéaste, les images sont diffusées sans commentaire. De l'église au supermarché, de la high school au conseil municipal, il dépeint une communauté conservatrice et presque exclusivement blanche. 

## Fiche technique
- Titre français : Monrovia, Indiana
- Réalisation : Frederick Wiseman
- Photographie : John Davey
- Son : Frederick Wiseman
- Montage : Frederick Wiseman
- Pays d'origine : États-Unis
- Format : Couleurs - 35 mm
- Genre : Documentaire
- Durée : 143 minutes
- Dates de sortie :
  -  Italie : 4 septembre 2018 (Mostra de Venise 2018)
  -  États-Unis : 26 octobre 2018
  -  France : 24 avril 2019

## Réception

### Accueil critique
Sur la plate-forme Allociné, le film obtient une note de 4,2/5 sur la base de 21 critiques presse. Sur le site Rotten Tomatoes, il fait un score de 84% au Tomatometer, sur la base de 62 critiques. 